# Salaka jadalna
Salaka jadalna, oszpilna jadalna (Salacca zalacca (Gaertn.) Voss), nazywana także salakiem jadalnym, ospilnem jadalnym, zalakką jadalną lub skórą węża – gatunek rośliny z rodziny arekowatych (Arecaceae), popularnie nazywanych palmami. Występuje na wyspach Jawa i Sumatra, poza tym rozpowszechniona jest w uprawie na innych wyspach Indonezji i w Malezji.

## Morfologia
PokrójKrzewiasta palma o krótkiej łodydze.
LiściePierzaste, o długości dochodzącej do 7 metrów i kolczastych ogonkach liściowych.
KwiatyZebrane w złożony, boczny kwiatostan. Kwiaty męskie mają 3-dzielny kielich i 3-dzielną koronę z 6 przyrośniętymi do niej pręcikami, kwiaty żeńskie mają przysadki i 1 owłosiony słupek.
OwocRośnie w kiści przy podstawie palmy – jest to jagoda o długości ok. 5 cm i twardej łuskowatej okrywie brązowego koloru. W białym jadalnym miąższu znajduje się duża brązowa pestka. Smak jest słodki i kwaskowaty, jednak jabłkopodobna struktura może się różnić: od bardzo suchej i kruchej do zdecydowanie wilgotnej i chrupiącej.

## Zastosowanie
- Owoce są spożywane przez miejscową ludność.
- Po uprażeniu nasiona i jego zmieleniu otrzymuje się proszek, który po zaparzeniu daje napój podobny w smaku do kawy. Inne produkty uzyskiwane z owoców salaki to: herbata, miód, ocet[5].